# Landesliga Schleswig-Holstein (1968–1999)
Die Landesliga Schleswig-Holstein war von 1968 bis 1999 die zweithöchste Spielklasse des Schleswig-Holsteinischen Fußballverbands (SHFV); der Spielbetrieb fand in zwei Staffeln – Nord und Süd – statt. Von 1968 bis 1978 trug diese Landesliga den Namen Verbandsliga Schleswig-Holstein; in diesem Zeitraum hieß die höchste schleswig-holsteinische Liga, die heutige Oberliga Schleswig-Holstein, Landesliga Schleswig-Holstein.

## Geschichte
Vor Gründung der Liga bestand der Unterbau der höchsten schleswig-holsteinischen Liga (heute: Fußball-Oberliga Schleswig-Holstein) aus fünf bis sechs Bezirks- beziehungsweise 2. Amateurligen: Nord, Ost Eiderstaffel, Ost Fördestaffel, West, Süd (zeitweise unterteilt in Nordstaffel und Südstaffel), die unter Regie der vier Bezirksverbände standen. Mit der Gründung dieser – zunächst bis 1978 als Verbandsliga Schleswig-Holstein bezeichneten Liga – übernahm der Schleswig-Holsteinische Fußball-Verband 1968 auch die Zuständigkeit für die beiden Staffeln der zweithöchsten schleswig-holsteinischen Ligaebene. Die Staffel Nord umfasste den Bereich der Bezirke Nord und Ost, die Südstaffel den der Bezirke West und Süd. Im Jahre 1978 kam es zu dem bereits erwähnten Namenstausch mit der höchsten Schleswig-Holstein-Spielklasse: aus der Landesliga wurde Verbandsliga, aus den Verbandsligen Landesligen, so dass die Absteiger aus der höchsten schleswig-holsteinischen Liga der Bezeichnung nach Landesligisten blieben und die Aufsteiger Verbandsligisten. 1999 wurde die Landesliga aufgelöst und durch vier Bezirksoberligen abgelöst, die wiederum 2008 unter geänderter räumlicher Einteilung von vier Verbandsligen (siehe: Verbandsliga Schleswig-Holstein (ab 2008)) abgelöst wurden.
Innerhalb des westdeutschen, später gesamtdeutschen Spielklassensystems war die Liga von 1968 bis 1974 viertklassig, von 1974 bis 1994 fünftklassig sowie von 1994 bis 1999 sechstklassig.
Zu den Kuriositäten der Staffel Nord gehörten Sonderzüge für Mannschaft und Schlachtenbummler in der Anfangszeit der Liga – der Grund: Die Insel Sylt ist nur mit dem Zug erreichbar und so charterten u. a. der Gettorfer SC zu den Auswärtsspielen beim TSV Westerland gleich ganze Zugeinheiten. Recht kurios ging es in dieser Nordstaffel auch in der Saison 1991/92 zu, als sich gleich noch fünf Mannschaften am letzten Spieltag Hoffnungen auf die Meisterschaft und damit den Aufstieg machen konnten. Schließlich setzte sich der Wiker SV mit einem Punkt vor den punktegleichen Verfolgern Holstein Kiel II, TSV Nord Harrislee, TSB Flensburg und Eckernförder SV durch.
Eine Renaissance erlebt die zweistaffelige Landesliga Schleswig-Holsteins wieder seit 2017.

## Gründungsmitglieder 1968

### Nord
TSV Westerland, Borussia Kiel, SC Comet Kiel, Bredstedter TSV, Heikendorfer SV, SV Tungendorf, TSV Kappeln, FC Kilia Kiel, FC Union Neumünster, Husum 18, Eckernförder SV, Gettorfer SC, Polizei SV Kiel, TSV Rantrum, Union-Teutonia Kiel und TSV Plön

### Süd
TSV Heiligenstedten, Gut-Heil Lübeck, SpVgg Mölln, FC Burg, MTV Marne, TSV Siems, VfL Bad Schwartau, TSV Kücknitz, TSV Bargteheide, Merkur Hademarschen, VfB Lübeck Am., SC Elmenhorst, FSV Lübeck, VfL Oldesloe II, TSV Gleschendorf und SV Sereetz
in der Platzierungsreihenfolge

## Meister und Aufsteiger
| Saison  | Vereine                                                                              |
| ------- | ------------------------------------------------------------------------------------ |
| 1968/69 | Nord: 1.: TSV Westerland, Süd: 1.: TSV Heiligenstedten                               |
| 1969/70 | Nord: 1.: SC Comet Kiel, Süd: 1.: VfB Lübeck Am., 2.: Itzehoer SV Am.                |
| 1970/71 | Nord: 1.: DGF Flensborg, Süd: 1.: SC Elmenhorst                                      |
| 1971/72 | Nord: 1.: TuS Gaarden, Süd: 1.: Eutin 08                                             |
| 1972/73 | Nord: 1.: Olympia Neumünster, Süd: 1.: Itzehoer SV Am.                               |
| 1973/74 | Nord: 1.: Union Neumünster, Süd: 1.: FC Burg                                         |
| 1974/75 | Nord: 1.: Holsatia Kiel, Süd: 1.: NTSV Strand 08                                     |
| 1975/76 | Nord: 1.: Schleswig 06, Süd: 1.: VfL Bad Schwartau                                   |
| 1976/77 | Nord: 1.: TSV Nord Harrislee, 2.: Blau-Weiß Friedrichstadt, Süd: 1.: BSC Brunsbüttel |
| 1977/78 | Nord: 1.: Eckernförder SV, Süd: 1.: FC Dornbreite Lübeck, 2.: Eichholzer SV          |

| Saison  | Vereine                                                                                    |
| ------- | ------------------------------------------------------------------------------------------ |
| 1978/79 | Nord: 1.: Büdelsdorfer TSV, Süd: 1.: VfL Bad Schwartau                                     |
| 1979/80 | Nord: 1.: TSV Plön, Süd: 1.: Itzehoer SV II                                                |
| 1980/81 | Nord: 1.: Rot-Weiß Niebüll, Süd: 1.: VfL Oldesloe                                          |
| 1981/82 | Nord: 1.: Wiker SV, Süd: 1.: Eichholzer SV                                                 |
| 1982/83 | Nord: 1.: VfB Nordmark Flensburg, Süd: 1.: VfB Lübeck II stieg nicht auf, 2.: TSV Neustadt |
| 1983/84 | Nord: 1.: FC Kilia Kiel, Süd: 1.: TSV Pansdorf                                             |
| 1984/85 | Nord: 1.: TSB Flensburg, Süd: 1.: VfL Kellinghusen                                         |
| 1985/86 | Nord: 1.: VfB Kiel, Süd: 1.: TSV Pansdorf                                                  |
| 1986/87 | Nord: 1.: Rendsburger TSV, 2.: Olympia Neumünster, Süd: 1.: TuS Hoisdorf                   |
| 1987/88 | Nord: 1.: SV Ellerbek, 2.: TSV Kappeln, Süd: 1.: NTSV Strand 08, 2.: TSV Büsum             |

| Saison  | Vereine |
| ------- | --- |
| 1988/89 | Nord: 1.: Flensburg 08, 2.: Rendsburger TSV, Süd.: 1.: SV Sereetz |
| 1989/90 | Nord: 1.: Eckernförder SV, 2.: TSG Concordia Schönkirchen, Süd.: 1.: Itzehoer SV |
| 1990/91 | Nord: 1.: SV Friedrichsort, Süd: 1.: SV Sereetz, 2.: Olympia Bad Schwartau |
| 1991/92 | Nord: 1.: Wiker SV, Süd: 1.: Bramstedter TS, 2.: BSC Brunsbüttel |
| 1992/93 | Nord: 1.: Holstein Kiel II, 2.: TSB Flensburg, Süd: 1.: Phönix Lübeck, 2.: Eintracht Segeberg |
| 1993/94 | Nord: 1.: TSV Nord Harrislee, 2.: TSV Altenholz, 3.: TSV Plön, 4.: Schleswig 06, 5.: TuS Schwarz-Weiß Elmschenhagen Süd: 1.: Eichholzer SV, 2.: TSV Büsum, 3.: SV Eichede, 4.: Leezener SC, 5.: Olympia Bad Schwartau |
| 1994/95 | Nord: 1.: TuS Felde, 2.: SV Ellerbek, Süd: 1.: BSC Brunsbüttel |
| 1995/96 | Nord: 1.: Eckernförder SV, Süd: 1.: Eichholzer SV |
| 1996/97 | Nord: 1.: Husumer SV, 2.: SV Enge-Sande, Süd: 1.: TSV Lägerdorf |
| 1997/98 | Nord: 1.: SpVg Eidertal Molfsee, 2.: TSV Lindewitt, 3.: TSV Fahrdorf, Süd: 1.: NTSV Strand 08, 2.: SV Henstedt-Rhen                                                                                                   |
| 1998/99 | Nord: 1.: Holstein Kiel II, 2.: Eckernförder SV, Süd: 1.: Oldenburger SV, 2.: FC Dornbreite Lübeck |